# كايل سيكور
كايل سيكور (بالإنجليزية: Kyle Secor)‏ هو ممثل أمريكي، ولد في 31 مايو 1957 بتاكوما في الولايات المتحدة.

## أعمال

### أفلام
- (1991) معاطف المدينة[3][4]

### مسلسلات
- شبح هامس
- عقول إجرامية
- فيرونيكا مارس
- كاسل
- هاواي فايف أو

## وصلات خارجية
- كايل سيكور على موقع IMDb (الإنجليزية)
- كايل سيكور على موقع ألو سيني (الفرنسية)
- كايل سيكور على موقع أول موفي (الإنجليزية)
- كايل سيكور على موقع قاعدة بيانات الأفلام السويدية (السويدية)
- كايل سيكور على موقع إن إن دي بي (الإنجليزية)
- كايل سيكور على موقع قاعدة بيانات الفيلم (الإنجليزية)
- كايل سيكور على موقع كينوبويسك (الروسية)